# Horní Hanychov
Horní Hanychov (německy Ober Hanichen) je XIX. z místních částí statutárního města Liberec. Je tvořen katastrálním územím Horní Hanychov a sousedí s místními částmi Dolní Hanychov, Pilínkov a Karlinky. Nachází se na samém úpatí hory Ještěd, která je dominantou celého Libereckého kraje.

## Historie
První písemná zmínka o vesnici pochází z roku 1560.
Horní Hanychov se v roce 2009 stal jednou ze čtvrtí, kde se konalo MS v klasickém lyžování Liberec. Proto Horní Hanychov získal během posledních let částečně novou infrastrukturu, nový skokanský areál a nové vleky v lyžařském areálu Ještěd, který se na území městské části nachází.
Horní Hanychov má vlastní osadní výbor, jako jedna z prvních městských částí v Liberci.
Do Horního Hanychova vede již od roku 1912 tramvajová trať. Nachází se zde několik zastávek, včetně smyčky Horní Hanychov. Projíždějí tudy také autobusové linky ČSAD Liberec do obcí za Ještědem. Železnice se zde nevyskytuje, nalezneme zde však lanovou dráhu na Ještěd provozovanou Českými drahami.

## Ulice
- Ještědská
- Dubice
- Puškinova
- Hraběcí
- Stará Ještědská
- U Pily
- U Školky
- K Bucharce
- Houbařská
- V Lukách
- Pod Ještědem
- Za Domovem
- Mladé generace

## Pamětihodnosti
- Vysílač a horský hotel Ještěd